# Ali Akbar
Ələkbər Əliağa oğlu Əliyev, habitualmente conocido como Ali Akbar (en azerí: Əli Əkbər) (nacido el 28 de enero de 1978) es un periodista, traductor y escritor azerí. Nacido en Bakú, Azerbaiyán, estudió en Turquía.
Akbar consiguió notoriedad debido a su escandaloso libro Artuş və Zaur («Artush y Zaur»), que trataba de una historia de amor homosexual entre un armenio y un azerí, que se rompe tras la Guerra de Nagorno Karabaj. La venta del libro fue prohibido en las librerías de ambos países.
Las obras de Akbar tratan sobre temas tabú en la sociedad de Azerbaiyán. A 2011, ha escrito cuatro libros y es el principal redactor de la página web kultura.az, una página azerí realizada por intelectuales rusófonos.